# 지속 가능한 디자인
지속 가능한 디자인(sustainable design) 또는 환경적으로 지속 가능한 디자인(environmentally sustainable design, 환경 의식적 디자인, 에코 디자인 등)은 물리적 객체, 건축 환경 및 서비스를 생태적 지속 가능성의 원칙을 준수하도록 설계하는 철학이며, 건물 거주자의 건강과 편안함을 개선하는 것을 목표로 한다. 지속 가능한 디자인은 환경, 건물 거주자의 건강 및 웰빙에 대한 부정적인 영향을 줄여 건물 성능을 개선하는 것을 목표로 한다. 지속 가능성의 기본 목표는 재생 불능 자원의 소비를 줄이고, 폐기물을 최소화하고, 건강하고 생산적인 환경을 만드는 것이다.

## 이론
지속 가능한 디자인은 "숙련된 민감한 디자인을 통해 부정적인 환경 영향을 제거"하는 것을 목표로 한다. 지속 가능한 디자인의 구현에는 환경에 미치는 영향을 최소화하고, 사람들을 자연 환경과 연결하기 위해 재생 가능 자원과 혁신이 필요하다.
인간은 오염 문제가 아니라 디자인 문제가 있다. 인간이 처음부터 제품, 도구, 가구, 주택, 공장, 도시를 더 지능적으로 고안했다면, 폐기물, 오염 또는 희소성에 대해 생각할 필요조차 없었을 것이다. 좋은 디자인은 풍요로움, 끝없는 재사용, 즐거움을 허용할 것이다."— 저자 미하엘 브라운가르트와 윌리엄 맥도노프의 디 업사이클(The Upcycle), 2013

디자인 관련 결정은 매일 모든 곳에서 일어나며, "지속 가능한 개발" 또는 지구상의 미래 세대의 삶에 대한 공급에 영향을 미친다. 지속 가능성과 디자인은 밀접하게 연결되어 있다. 간단히 말해서, 우리의 미래는 디자인된다. 여기서 "디자인"이라는 용어는 제품, 서비스, 비즈니스 및 혁신 전략의 제작에 적용되는 관행을 지칭하는 데 사용된다. 이 모든 것이 지속 가능성에 영향을 미친다. 지속 가능성은 지속성의 속성으로 생각할 수 있다. 즉, 지속 가능한 것은 계속될 수 있다.

## 같이 보기
- 빌딩 정보 모델링
- 빌딩 서비스 공학
- 쿨루프
- 채광 (조명)
- 생태계 서비스
- 녹색 화학
- 지속 가능한 교통
- 경관생태학
- 그린월
- 제로 에너지 빌딩